# Michel Darmancier
Michel-Maurice-Augustin-Marie Darmancier SM (ur. 25 sierpnia 1918 w Izieux, zm. 1 października 1984 w Paryżu) – francuski duchowny rzymskokatolicki, marysta, misjonarz, wikariusz apostolski i biskup Wallis i Futuny.

## Biografia
Michel-Maurice-Augustin-Marie Darmancier urodził się 25 sierpnia 1918 w Izieux (obecnie cześć Saint-Chamond) we Francji. 10 lutego 1946 otrzymał święcenia prezbiteratu i został kapłanem Towarzystwa Maryi (marystów).
22 grudnia 1961 papież Jan XXIII mianował go wikariuszem apostolskim Wallis i Futuny oraz biskupem tytularnym Augurusu. 26 kwietnia 1962 przyjął sakrę biskupią z rąk wikariusza apostolskiego Nowej Kaledonii Pierre’a-Paula-Émile’a Martina SM. Współkonsekratorami byli emerytowany wikariusz apostolski Nowej Kaledonii Edoardo Bresson SM oraz wikariusz apostolski Nowych Hebrydów Louis-Jean-Baptiste-Joseph Julliard SM.
Jako ojciec soborowy wziął udział w soborze watykańskim II. 21 czerwca 1966 papież Paweł VI podniósł wikariat apostolski Wallis i Futuny do rangi diecezji. Bp Darmancier został jej pierwszym biskupem.
25 kwietnia 1974 zrezygnował z katedry, ustępując miejsca Laurentowi Fuahea – pierwszemu biskupowi pochodzącemu z Wallis i Futuny. Bp Darmancier zmarł w 1 października 1984.